# Museo del Cerebro
El Museo de Neuropatologías (conocido también como el Museo del Cerebro) es un museo peruano encargado de mostrar de manera didáctica las diferentes patologías del cerebro. Se encuentra ubicado en el distrito de Lima, dentro de uno de los más importantes hospitales de la época colonial: el Refugio de incurables u Hospital Santo Toribio de Mogrovejo, que actualmente funciona como el Instituto Nacional de Ciencias Neurológicas.